# District de la Flèche
Le district de la Flèche est une ancienne division territoriale française du département de la Sarthe de 1790 à 1795.
Il était composé des cantons de la Flèche, le Lude, Malicorne, Pontvalain et Saint Jean de la Motte.